# Jive Junction
Jive Junction è un film del 1943 diretto da Edgar G. Ulmer.

## Produzione
Il film fu prodotto dalla Producers Releasing Corporation (PRC).

## Distribuzione
Distribuito dalla Producers Releasing Corporation (PRC), uscì nelle sale cinematografiche USA il 16 dicembre 1943.